# Colin Batch
Colin Batch (Melbourne, 27 maart 1958) is een voormalig internationale hockeyspeler uit Australië en huidig bondscoach van de Australische nationale mannenploeg. Een functie die hij ook al uitoefende van bij de (Red Lions) (2010-2012) en Nieuw-Zeeland (2012-2016). Hij was ook de Australische assistent-coach van 2001 tot 2008.

## Spelerscarrière
Batch speelde tussen 1979 en 1990 voor de Australische nationale ploeg, waarvoor hij in totaal 175 uitkwam. Hij maakte de snelste hattrick in de Champions Trophy, hij klaarde de klus in 8 minuten tegen Nederland in een 7-3-overwinning tijdens het toernooi van 1980, pas in 2009 werd dit record verbeterd door de Zuid-Koreaan Nam Hyun-Woo.
- Wereldbeker: goud: 1986, brons: 1982, 1990
- Olympische Spelen: 4e plaats: 1984, 1988
- Champions Trophy: goud: 1983, 1984, 1985, 1989, zilver: 1981, 1982, 1986, brons: 1980, 1987, 1988

## Trainerscarrière
Van 2001 tot 2008 was Batch assistent-trainer van het Australische nationale team. In 2010 werd hij bondscoach van de Belgische nationale hockeyploeg. Hij werd in december 2016 benoemd tot hoofdcoach van het nationale mannenteam van Australië, na een periode van drie jaar waarin hij het Nieuw-Zeelandse mannenteam coachte.

## Resultaten en onderscheiding
- Olympische Spelen: goud: 2004, brons: 2008
- Wereldbeker: zilver: 2002, 2006
- Champions Trophy: goud: 2005, 2008, zilver: 2001, 2003, 2007, 2018
- Commonwealth Games: goud: 2002, 2006
- Champions Challenge I: goud: 2011 (met België)
- Gold Coast Commonwealth Games: goud in 2018
- Oceania Cup: goud in 2019
- eerste editie van de FIH Hockey Pro League: goud in 2019

In 2020 werd Batch uitgeroepen tot FIH Men's Coach of the Year 2019.

### Resultaten met Dragons
Toen Batch in België arriveerde, werd hij hoofdcoach bij KHC Dragons. Hij leidde de Brasschaatse club naar twee opeenvolgende landstitels in 2010 en 2011. In de Euro Hockey League verraste hij door met de Dragons in de eerste ronde titelhouder UHC Hamburg te verslaan en in de 1/8ste finale Rot-Weiss Köln uit te schakelen. Na de Belgische landstitel in 2011 ging hij voltijds aan de slag bij de nationale hockeyploeg.

### Resultaten met de Red Lions
Batch bezorgde de Red Lions een ticket voor de Olympische Spelen van 2012 in Londen door vierde te eindigen op het Europees Kampioenschap in 2011.
In 2011 werd tevens de Champions Challenge gewonnen. In de finale werd India verslagen met 4-3.
Op de Olympische Spelen 2012 leidde Batch België naar vijfde plaats. In een poule met onder meer Nederland en Duitsland strandde België op de derde plaats. Nadien versloegen de Belgen Spanje in de wedstrijd om de vijfde en zesde plaats.